# 栃木県道351号黒磯板室インター線
栃木県道351号黒磯板室インター線（とちぎけんどう351ごう くろいそいたむろインターせん）は、栃木県那須塩原市内に位置する一般県道である。

## 概要

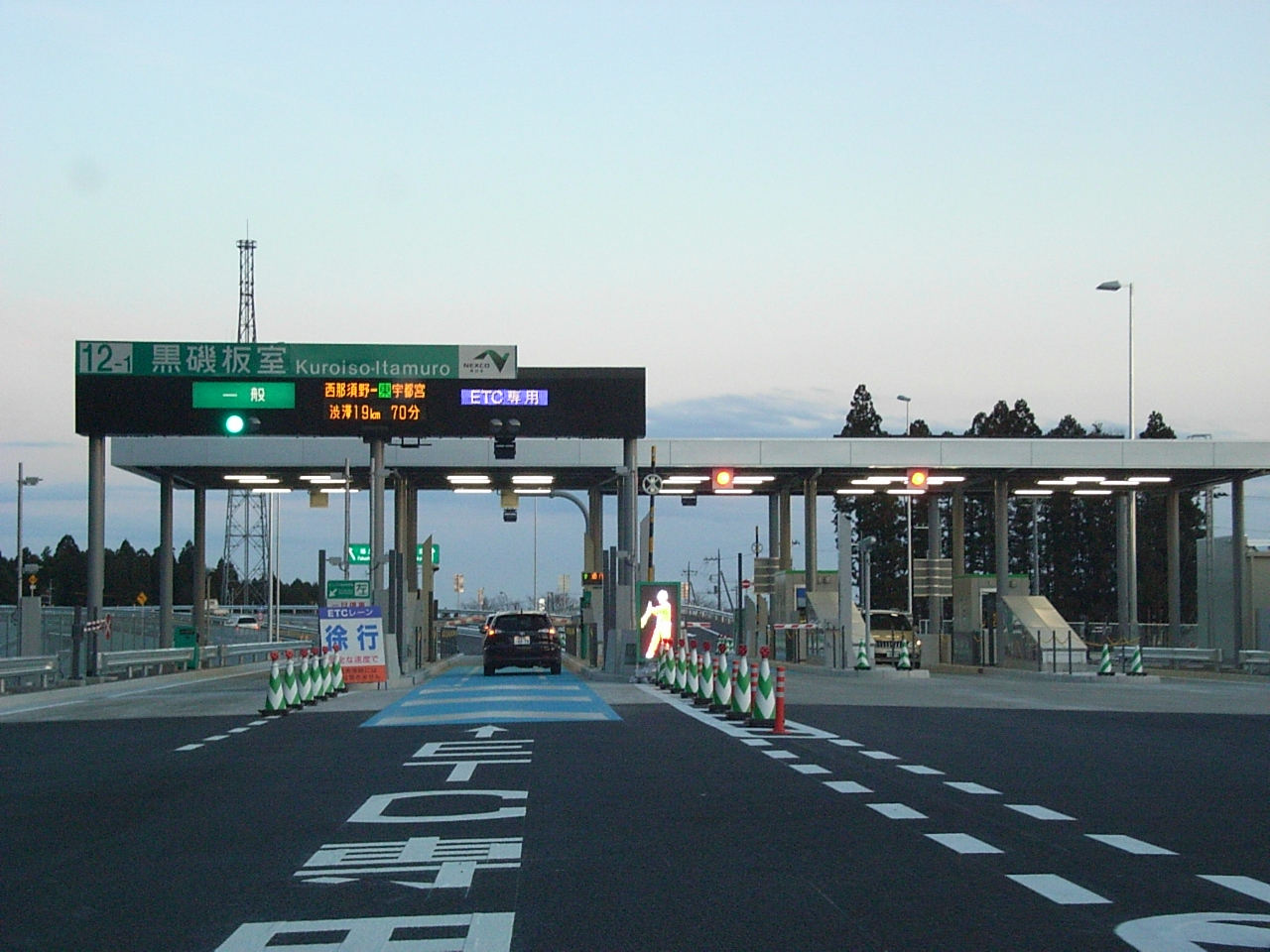
黒磯板室インターチェンジ

東北自動車道と、東北新幹線那須塩原駅の駅前通りである栃木県道53号大田原高林線を連絡する道路。大田原高林線に接続する起点付近には戸屋山および那須ガーデンアウトレットが隣接する。

## 路線データ
- 総延長：2.0691 km
- 起点：栃木県那須塩原市鹿野崎（栃木県道53号大田原高林線交点）
- 終点：栃木県那須塩原市鹿野崎（東北自動車道黒磯板室IC内）
- 認定：2009年（平成21年）2月3日

自動車専用道路の指定区間
- 起点：那須塩原市無栗屋字百目木20-4
- 終点：那須塩原市鹿野崎字向山54-3（路線終点）

## 歴史
- 2009年（平成21年）2月3日：一般県道として認定（整理番号第264号）および区域決定[1]。
- 2009年（平成21年）3月29日：黒磯板室IC開業と同時に供用開始および黒磯板室IC内のランプウェイ区間を自動車専用道路に指定[2]。